# Потоцька Ольга Станіславівна
Ольга Станіславівна Пото́цька, в шлюбі Наришкіна, пол. Olga Potocka; нар. 1802, Тульчин — пом. 2 січня 1861, Париж, Франція) — дочка польського магната Станіслава Щенсного Потоцкого і знаменитої авантюристки Софії Клавоне, сестра графа Яна де Вітта, дружина Лева Наришкіна.

## Життєпис
Народилася в 1802 в Тульчині, рік потому після своєї сестри Софії. Дівчатка росли в південно-західних володіннях Потоцьких — у Тульчині, де розташовувалися два палаци їх можновладного роду, і в Умані, де на честь їхньої матері був закладений у 1793—1796 роках знаменитий сад Софіївка. Частина року сім'я проводила в Криму, де ще Потьомкін подарував своїй прекрасній грекині велике грецьке селище Масандру.
Землі тяглися від хребта яйли до моря, охоплюючи площу понад 800 десятин. У гірській частині ці великі землі становили стройові ліси, в долинній були незабаром розведені виноградники найтонших французьких ліз, а на обриві над морем закладений розкішний парк із рідкісними тропічними рослинами.

### Молоді роки

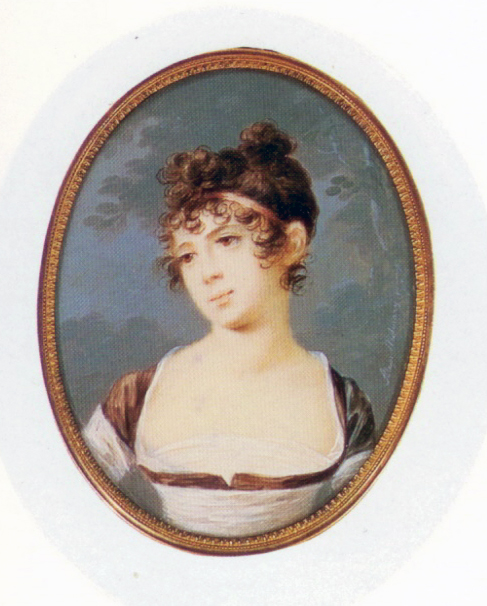
Ольга Потоцька, 1814/1816

Після смерті чоловіка у 1805 році графиня Софія Костянтинівна Потоцька протягом багатьох років вела жахливий процес за спадок із пасинками. Одним із головних адвокатів у справі Софії Потоцької був граф Михайло Милорадович, який закохався в молоду Ольгу.
Потоцька, знаючи, що важко хвора, була стурбована влаштуванням долі неодруженої Ольги. Шлюб старшої дочки Софії з генералом Кисельовим був справою вирішеною ,і в 1821 році відбулося їхнє весілля.
Ольга з дозволу матері нерідко відвідувала Милорадовича, просиджувала з ним наодинці по годині в його кабінеті і приймала від нього чудові подарунки. Граф Олізар згадував, що приймальний кабінет Милорадовича був прикрашений картинками, гравюрами і статуетками, що зображали Ольгу, вона ж нишком потішалася над пристрастю 50-річного генерала і змушувала робити багато смішного для його років.

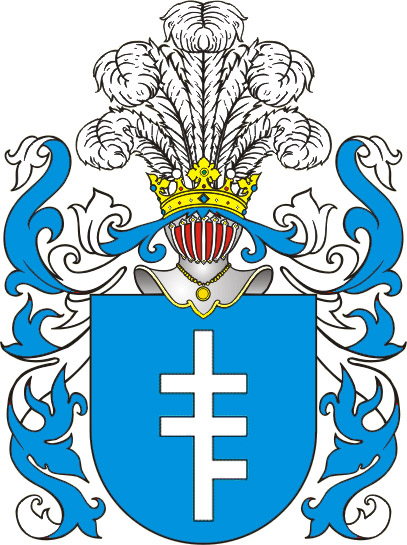
Герб Потоцьких, Пилява

Потім з'явився новий кандидат на її руку — 33-річний красень князь Павло Лопухін, мати і сестра схиляли Ольгу на цей шлюб. Графиня Потоцька писала дочці Софії:
|  | Що стосується Ольги, то вона слід твоїх порад, краще веде себе з Лопухіним, який відвідував би нас частіше, якби не Милорадович. Сподіваюся, що якось все владнається. Він надто боязкий, майже так само, як вона ... Він виглядає закоханим, вона теж небайдужа. Вірю, що вона буде з ним щаслива. Зізнаюся тобі, що дуже хочу цього шлюбу; зі здоров'ям моїм справи йдуть неважливо, доводиться рано лягати спати; хотілося б бути спокійною за доньку, а це поки що важко. |

За наполяганням лікарів графиня Потоцька разом з Ольгою в 1821 році виїхала з Петербурга за кордон на води, де 12 листопада 1822 році в Берліні вона померла. Після смерті матері Ольга отримала у спадок Місхор, а її сестрі Софії дісталася Масандра. Ольга залишилася під опікою старшої сестри та її чоловіка Кисельова.
Ольга, за словами мемуариста Басаргіна, відрізнялася більш позитивним характером, ніж її старша сестра, і, як і та, славилася своєю красою, яка в поєднанні з її практицизмом зіграла сумну роль в житті її старшої сестри Софії. В очах генерала Кисельова, Ольга незабаром затьмарила чарівність його молодої дружини, і роман, який виник між зятем та своячкою, перетворився на міцний довічний зв'язок, який розбив щастя Софії Станіславівни. До 1829 року шлюб Кисельових фактично розпався.

### Шлюб

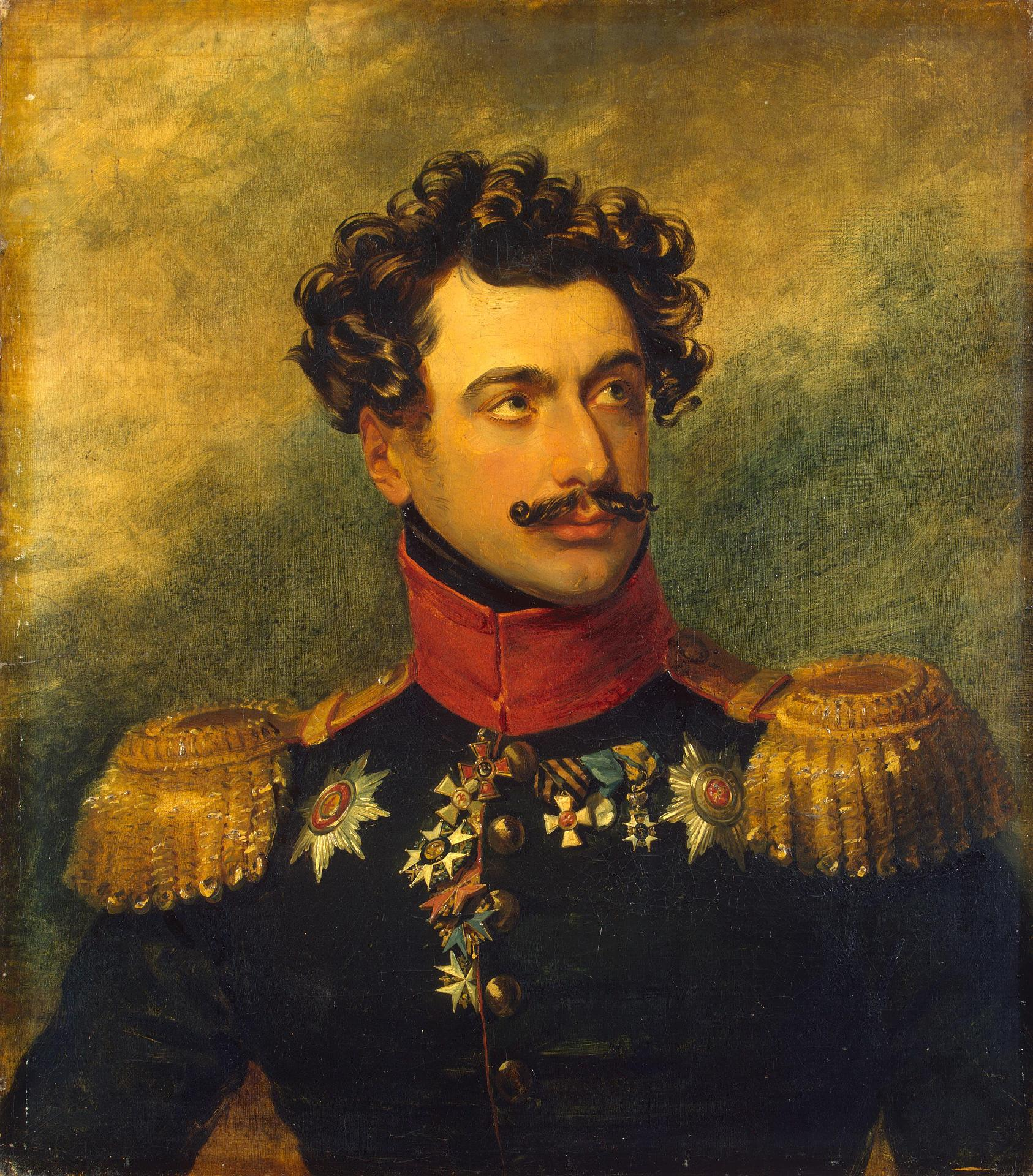
Лев Наришкін

Крім сестри, Ольгою також опікувалась дружина графа Михайла Воронцова Ельжбета, яка відіграла вагому роль в її житті. Ользі терміново стали підшукувати пару, і ним став кузин Воронцова — генерал Лев Наришкін. Їхнє вінчання відбулось у березні 1824 року в Одесі, де молодята оселились після весілля.
Шлюб Ольги не був щасливим, красива та кокетлива вона мало пасувала лінькуватому і сонливому, хоча добродушному Наришкіну.
Граф Кисельов і князь Воронцов, винили чоловіка і його тітку, знамениту Марію Антонівну, яку, не соромлячись, називали злою, старою чаклункою, виставляючи Ольгу Станіславівну тільки жертвою рокового впливу тітки.
У 1835 році Марія Антонівна оселилася з чоловіком в Одесі, і Лев Наришкін проводив у неї дні й ночі. У своєму витонченому будинку Наришкін, відомий своєю гостинністю, улаштовував блискучі прийоми. На них панувала його красуня дружина. Ольга дуже любила вбрання, постійно змінювала багаті костюми і з великою натхненням підтримувала розмови про колір, малюнок матерії, довжину і крій сукні.

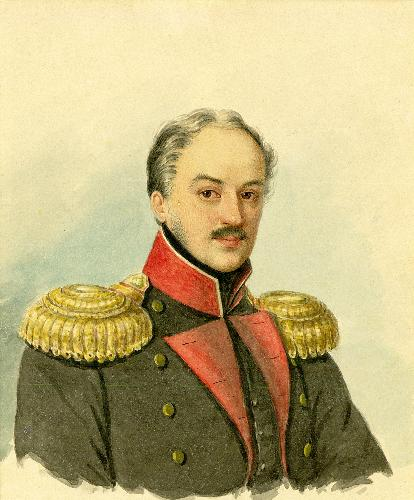
Павел Кисельов

Учасником великосвітських обідів та балів у будинку графині Воронцової чи її подруги Ольги Наришкіної був Ф. Ф. Вігель, що приїхав до Одесу у справах. Про подружжя Наришкіних він писав так:
|  | Еще летом в Одессе я увидел столь известную Ольгу Потоцкую. Красота её была во всем блеске, но в ней не было ничего девственного, трогательного; я подивился, но не восхитился ею. Она была довольно молчалива, не горда, но и невнимательна с теми, к кому не имела нужды, не столько задумчива, как рассеянна, и в самой первой молодости казалась уже вооруженною большою опытностью. Все было разочтено, и стрелы кокетства берегла она для поражения сильных... Что касается до мужа Ольги, Льва Нарышкина, то он вел самую странную жизнь, то есть скучал ею, никуда не ездил, и две трети дня проводил во сне. Она также мало показывалась, но, дабы не отстать от привычки властвовать над властями, в ожидании Воронцова, задумала пленить Палена, и к несчастью, в том успела. Пален пал к ногам Ольги Нарышкиной, умоляя её развестись с мужем и выйти за него, она расхохоталась и указала ему на дверь. |

Близькі відносини пов'язували Ольгу Наришкіну і з М. С. Воронцовим. Про їхні стосунки писав Пушкін у своєму «Щоденнику» від 8 квітня 1834 року:
|  | Болховской сказывал мне, что Воронцову вымыли голову по письму Котляревского (героя). Он очень зло отзывается об одесской жизни, о графе Воронцове, о его соблазнительной связи с О. Нарышкиной etc. etc. — Хвалит очень графиню Воронцову. |

У товаристві говорили, що Воронцов улаштував шлюб Ольги Потоцької зі своїм кузеном для прикриття власного роману з нею. Воронцов брав на себе численні витрати на утримання Місхору, де жили Наришкіни влітку, сплачував карткові борги чоловіка Ольги.
У 1829 році в Наришкіних народилася довгоочікувана дитина, дівчинка, яку назвали Софією. Злі язики стверджували, що вона дочка Михайла Воронцова.

### Життя в Одесі

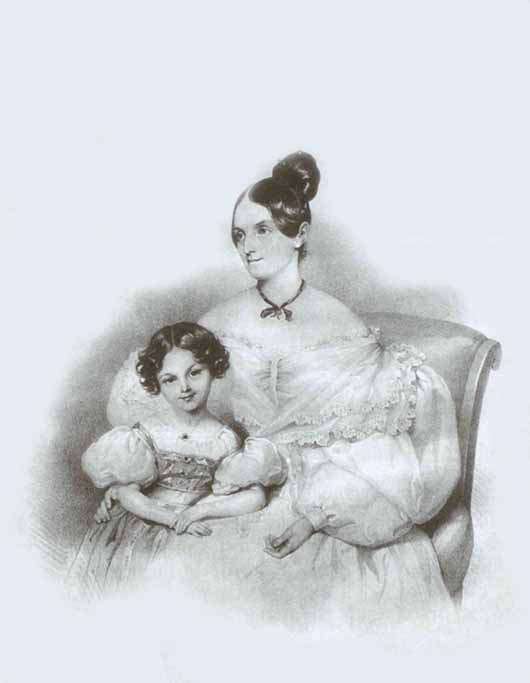
Ольга з дочкою, 1830-і

Значення Наришкіних в Одесі було чимале, але чи пояснювалося воно могутністю Марії Антонівни чи зв'язком самої Ольги з Воронцовим — сказати важко. А. І. Левшин у 1837 році писав з Одеси графу М. С. Воронцову:
|  | Влияние Л. А. Нарышкина наводит здесь панический страх на всех... весьма мало людей, убеждённых вместе с ним в том, что влияние его на вас ничтожно; всякий боится клеветы. |

Поет В. І. Туманський писав своїй кузині:
|  | Ах, милый друг, если бы ты знала, как мила, как пленительна Ольга! Сколько удовольствий, ею изобретенных и ею украшенных; сколько милой приветливости, притом же сколько ума и сколько скромности. Я ничего не видел очаровательнее её лица в турецкой чалме. В голубом, как туман, прозрачном платье, когда она танцует вальс, без стыда можно встать перед нею на колени. Прибавь к этому необыкновенную живость в речах, взглядах, улыбок... |

О. О. Смирнова, близький друг брата Кисельова Миколи, згадувала:
|  | Мы приятно проводили лето 1838 года... Графиня Киселёва и её сестра Нарышкина, Рибопьеры всегда обедали в кургаузе. Я разговарилась об этих сестрах. Софья сказала мне, что они все начистоту, а Ольга поднесет вам яду и сама же будет бегать за противоядием. Софья Станиславовна меня страшно полюбила; после вод я приходила к ней пить кофе. |

### Останні роки

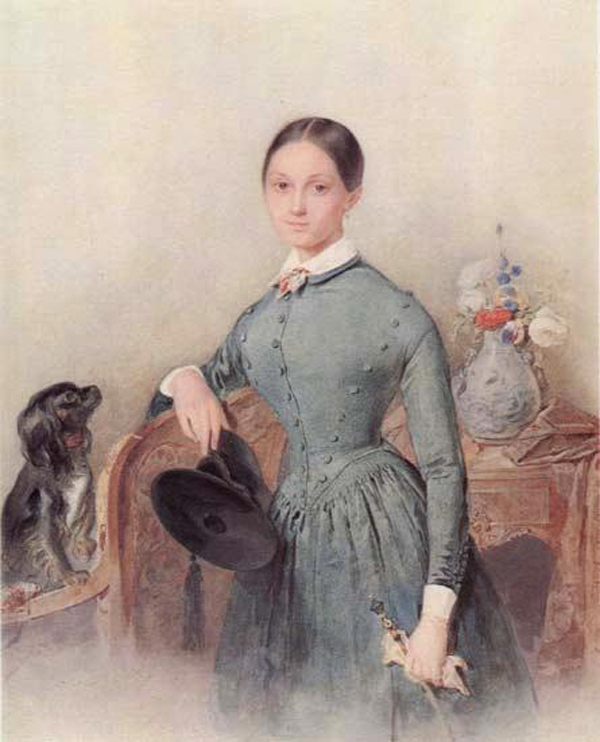
Донька Софія Шувалова

У 1838 році Ольга з донькою супроводжувала чоловіка на лікування за кордоном, де вони провели кілька років: тривалі відтинки проживали у Відні, Берліні, Мюнхені, Римі. У лютому 1846 її єдина Софка, яку матір сильно любила, стала дружиною графа Петра Павловича Шувалова (1819—1900).
Розлучившись із дочкою, Ольга Станіславівна взяла на себе всі турботи про хворого чоловіка. Здоров'я Лева Наришкіна погіршувалося з кожним днем, він пересувався на милицях і надії на одужання не було. У листопаді 1846 року він помер у Неаполі. Перевізши тіло чоловіка в Петербург і поховавши його в Благовіщенській усипальниці Олександро-Невської лаври, Ольга Станіславівна оселилася в сім'ї дочки в Криму.

Наприкінці 1850-х років Ольга Станіславівна поїхала до Парижа. Тут відбувалися її останні зустрічі з П.Д. Кисельовим, тут вона і померла 7 жовтня 1861, і була похована на цвинтарі Пер-Лашез. За словами Заблоцького-Десятовського:
|  | Граф Киселев был очень опечален кончиной Ольги Станиславовны Нарышкиной, с которой он был в самых дружеских отношениях около 40 лет. Когда она приехала из Гейдельберга в Париж, Павел Дмитриевич посещал её каждый день. Он был у неё за час до её кончины, и последние обращенные к нему слова её "Прощай, всё кончено" - долго не могли изгладиться из его памяти. Кончина эта очень расстроила графа. |

## Ольга Потоцька і Пушкін
Іще в ліцеї Пушкін познайомився із сестрами Софією та Ольгою Потоцькими. Але Софія покохала генерала П.Д. Кисельова і в 1821 р. в Одесі одружилася з ним. Пушкін, знаючи про це, божеволів у Кишиневі. Саме тому наприкінці роману «Євген Онєгін» Тетяна стає дружиною генерала. Але життя Софії склалося невдало через свою сестру Ольгу, яку Пушкін вивів у «Євгенії Онєгіні» такою, якою вона була в житті, під своїм ім'ям, молодшою сестрою, і з достовірним описом її рис обличчя та характеру. Ольга була прямою протилежністю своєї сестри, лекційна, вітряна і захоплювала багатьох чоловіків зі свого оточення. Якось Софія застала Ольгу в обіймах свого чоловіка і горда полячка його не пробачила, хоч і продовжувала кохати все своє життя так, що більше не вступила в шлюб. Кисильов мав багато заздрісників по службі в Тульчині, які спровокували його дуель 24 липня 1823 р. з підлеглим Мордвіновим, який загинув від його кулі. Саме ці події, за наслідками якої Пушкін уважно стежив, і стали приводом для включення дуелі Ленського та Онєгіна в роман «Євгеній Онєгін». Після цього скандалу Ольга була терміново повінчана з Л. О. Наришкіним в Одесі, кузеном якого був М. С. Воронцов. Пушкін був присутній на вінчанні і зробив у рукописі замальовку портретів Ольги та Софії. На початку 1824 р. у Софії помер єдиний син в Одесі, вона залишила чоловіка, Росію, і поїхала до Європи.

## Вшанування пам'яті
У місті Одесі є вулиця Ольгіївська.